# 花蓮縣吉安鄉宜昌國民小學
花蓮縣吉安鄉宜昌國民小學是花蓮縣吉安鄉的一所國民小學，創立於1900年。

## 介紹
1900年10月15日，臺灣總督府公告在蓮鄉薄薄社的西端設置「臺東國語傳習所薄薄分教場」。之後，薄薄分教場的校舍在1903年8月因風雨侵襲而倒塌，因此在1904年6月遷建於薄薄社東側。1905年4月1日，由於國語傳習所制度廢止，學校改為「薄薄公學校」。1909年7月27日，設置「薄薄公學校荳蘭分校」。1917年4月1日，學校改為「薄薄蕃人公學校」。1922年4月1日，學校改為「薄薄公學校」。1927年12月19日，學校遷至平野區荳蘭。1937年10月1日，配合花蓮港廳改為街庄制及更改地名，學校改稱「田浦公學校」。1941年4月1日，改為「田浦國民學校」。1944年10月31日，砂婆礑青年鍊成所借用部分教室；同年11月25日，日軍一二八二部隊駐校使用部分教室。
1946年1月25日，學校改為「宜昌國民學校」。1968年8月因應九年國民義務教育，學校改為「宜昌國民小學」。

## 資料來源
1. 1 2 3  廖高仁. . 2020. ISBN 9789574380381.
2. ↑  . 臺灣總督府報 第2753期. 1909-07-27.
3. ↑  . 臺灣總督府報 第1253期. 1917-03-28.
4. ↑  . 臺灣總督府報 第2667期. 1922-05-28.
5. ↑  花蓮港廳. . 花蓮港廳報. 1937-10-01.
6. ↑  花蓮港廳. . 花蓮港廳報. 1941-04-09.
7. ↑  花蓮縣文獻委員會.  (PDF). 1974.